# يوسف بتروني
يوسف بتروني( 1924-1957) ولد في يافا، ونشأ في القدس وبيت لحم. يُعد من أوائل الملحنين الفلسطينيين، وقد أسهم بشكل بارز في نقل الموسيقى الفلسطينية من التراث الشفهي إلى النمط المدوّن الغربي، مع الاحتفاظ بجوهر الموسيقى العربية والغنائية الوطنية.

## حياته العلمية
تعلّم بتروني في كلية ترسانتا في القدس، حيث كان يدرّس الموسيقى ويدير الجوق الموسيقية المدرسية منذ الثلاثينيات. أسس في بيت لحم فرقتين موسيقيتين تعزفان بالات النحاسية، واحدة للجمعية الأنطونية والأخرى للأرثوذكسية.

## حياته العملية
بسبب امتلاكه لصوت جاشّ وحضور قوي على المسرح، وكان المايسترو الذي أدار حفلات مدرسية وموسيقية في إذاعة هنا القدس، وعندما تأسست إذاعة فلسطين وفّرت الظروف المناسبة والمكان المناسب ليبدأ الملحنون الفلسطينيون تسجيل أعمالهم الموسيقية رسميًا، وعلى رأسهم بتروني.
في عام 1948، أدت النكبة إلى انهيار البُنى الرسمية التي كانت تدعم الموسيقى الفلسطينية في يافا والقدس، لكن وجود مجموعة من الموسيقيين في الضفة الغربية مكنهم من مواصلة نشاطهم الموسيقي، وكانت كلية بيرزيت التي أصبحت فيما بعد جامعة محطة مركزية لعقد ورش موسيقية وتأليف أناشيد وطنية، انضم بتروني إلى بيرزيت عام 1954 كأستاذ للمويسقى، حتى وفاته عام 1957، وترك وراءه مجموعة من الألحان الأناشيد الوطنية.
أدخل بتروني أفكارًا موسيقية معاصرة في دمشق عبر تأسيسه فرقة الماندولينات، في إذاعة دمشق.